# 2007 у футболі
Нижче наведені футбольні події 2007 року у всьому світі.

## Засновані клуби
- 07 Вестур (Фарерські острови)
- Спортінг Фінгал (Ірландія)

## Національні чемпіони
- Англія: Манчестер Юнайтед
- Аргентина
  - Клаусура: Сан-Лоренсо де Альмагро
  - Апертура: Ланус
- Бразилія: Сан-Паулу
- Данія: Копенгаген
- Італія: Інтернаціонале
- Іспанія: Реал Мадрид
- Нідерланди: ПСВ
- Німеччина: Штутгарт
- Парагвай: Лібертад
- Португалія: Порту
- Росія: Зеніт (Санкт-Петербург)
- Україна: Динамо (Київ)
- Уругвай: Данубіо
- Франція: Олімпік (Ліон)
- Хорватія: Динамо (Загреб)
- Швеція: Гетеборг
- Шотландія: Селтік